# 廣西新媒體中心
廣西新媒體中心，位於廣西壯族自治區南寧市，是廣西的一座与传媒、数字技术和国际信息传布相关的建筑，也是中国—东盟信息港建设的重要组成部分。被定位为区域性国际电视传播及国际新媒体综合中心，由中建八局第二建设有限公司负责建设。因其形似人類男性生殖器的造型而引起了中國大陸網民的討論，其由中華人民共和國國營企業廣西廣電網絡公司花費19.66億元人民幣興建，總建築面積25.7萬平方米，為多功能媒體大樓，具備「雲端影片」、「高清互動節目播出」、「廣電呼叫」、「影視節目譯製」等用途。

## 歷史
- 2016年8月，正式開工，花費19.66億元人民幣建造[8]。
- 2019年12月25日，入选《建筑畅言网》“第十届中国十大丑陋建筑评选”，上榜理由為“低劣模仿，形象粗鄙”[9]。